# Vrijheidsmonument (Eemnes)
Het Vrijheidsmonument in Eemnes is een gedenkteken aan het Plantsoen in Eemnes.
Het monument staat op natuurstenen voetstuk in de vorm van een rots. Op de rots maken drie kinderfiguren in vrijheid een rondedans. Twee andere kinderen helpen elkaar om boven te komen, waarbij de een de ander helpt. Zij symboliseren de moeite die het kost om de vrijheid te beleven. De figuren zijn in brons gegoten.
Op een plaquette staat de tekst "Herdenk - Bezin - Wees Waakzaam". Daaronder staan de 29 namen van in de Tweede Wereldoorlog (1940-'45) in en buiten Eemnes omgekomen Eemnessers en de bemanning van twee Engelse en een Amerikaans vliegtuig. 
Het twee meter hoge beeld werd gemaakt door kunstschilder en beeldhouwer Peter Zwart (1911-2000) die vanaf 1942 in het naburige Laren woonde. Zwart was in de oorlogsjaren actief geweest in het verzet. Zo was hij onder meer als tekenaar verbonden aan het in Laren verschijnende illegale blad Tijding. 
Aanleiding tot het maken van een herdenkingsteken was de tentoonstelling rondom de herdenking van veertig jaar bevrijding. Het monument werd door prins Bernhard onthuld op 2 mei 1987. Het monument is enerzijds een gedenkteken voor de gevallenen maar legt ook de nadruk op de herkregen vrijheid. Het gedenkteken heet daarom geen oorlogsmonument maar vrijheidsmonument. Het is door de kinderen van Eemnesser basisscholen geadopteerd, zij assisteren ook bij de jaarlijkse kranslegging.